# Josep Xirau i Palau
Josep Xirau i Palau (Figueras, 1893-Villefranche-sur-Mer, 1982) fue un abogado, político y destacado jurista de Cataluña,  hermano de Antonio y Joaquín Xirau. Casado con la fotógrafa Mey Rahola.

## Biografía
Se licenció en Derecho en la Universidad de Barcelona, y después de completar estudios en Suiza, Alemania e Italia, fue catedrático de derecho procesal en las universidades de Murcia y Sevilla, hasta que en 1925 fue nombrado catedrático en la Universidad de Barcelona. También colaboró en el diario La Opinión. Fue fundador en 1923 de la Unión Socialista de Cataluña con Rafael Campalans i Puig y Manuel Serra Moret. Fue elegido diputado al Congreso por la circunscripción electoral de Barcelona en las primeras elecciones generales de la Segunda República en 1931. Fue miembro de la Comisión Política Asesora de la Generalidad de Cataluña y de 1937 a 1938 fue director de la Escuela de Administración Pública de Cataluña. Al final de la Guerra Civil debió exiliarse a Francia, donde empezó a trabajar en las oficinas de la UNESCO hasta su jubilación. Finalmente terminó sus días en la casa de vacaciones que habían adquirido en la costa azul francesa.

## Obras
- El concepto de la donación (1917)
- Eugenio Huber: su vida y su obra (1923)
- Le condizioni del processo civile in Spagna (1925)
- La funzione giurisdizionale e l'equità (1927)